# 星野勇三
星野 勇三（ほしの ゆうぞう、1875年10月30日 - 1964年11月2日）は、日本の農学者、遺伝学者。農学博士。称号は北海道帝国大学名誉教授・羽黒町名誉町民（現・鶴岡市名誉市民）。山形県東田川郡羽黒町（現・鶴岡市）出身。

## 人物
北海道の果樹産業に貢献するとともに、日本にメンデルの法則を紹介した人として知られる。札幌市の大通公園の花壇創設者であり、山形県酒田市の日和山公園の設計者でもある。
イネを用いてキセニア現象を明らかにするなどの農学研究の傍ら、同郷山形県庄内地方出身の学生の育英事業にも力を注ぐ。現在財団法人札幌荘内寮として存続している。

## 経歴
- 1875年（明治8年） - 山形県羽黒町手向（「トウゲ」と読む。現・鶴岡市羽黒町手向）に生まれる。
- 1897年（明治30年） - 札幌農学校予科を卒業。
- 1901年（明治34年） - 札幌農学校卒業。同期に有島武郎がいる。欧州・米国へ留学。
- 1907年（明治40年） - 同校教授[2]。
  - 園芸学講座の初代教授を務める。この園芸学研究室の卒業生に、青森りんごの祖であり戦後北大総長となる島善鄰がいる。
- 1915年（大正4年）11月30日 - 農学博士学位記授与[3]。
- 1936年（昭和11年） - 北海道帝国大学農学部長。
- 1938年（昭和13年） - 退官。同年名誉教授。（財）八紘学院（現・北海道農業専門学校）の学院長に就任する。
- 1962年（昭和37年） - 山形県羽黒町初の名誉町民となり、現在山形県鶴岡市名誉市民。
- 1964年（昭和39年）11月2日 - 死去。

## 栄典・授章・授賞
位階
- 1907年（明治40年）6月21日 - 正七位[4]
- 1909年（明治42年）10月20日 - 従六位[5]
- 1911年（明治44年）12月11日 - 正六位[6]
- 1914年（大正3年）2月20日 - 従五位[7]
- 1917年（大正6年）6月20日 - 正五位[8]
- 1922年（大正11年）9月30日 - 従四位[9]
- 1927年（昭和2年）11月15日 - 正四位[10]
- 1932年（昭和7年）12月2日 - 従三位[11]

勲章等
- 1915年（大正4年）11月10日 - 大礼記念章（大正）[12]
- 1918年（大正7年）4月22日 - 勲四等瑞宝章[13]
- 1922年（大正11年）5月31日 - 勲三等瑞宝章[14]
- 1929年（昭和4年）6月29日  - 勲二等瑞宝章[15]
- 1961年（昭和36年） - 紫綬褒章
- 1964年（昭和39年）11月2日 - 銀杯一個[16]

## 著作物
- 「最近果樹栽培講義. 上巻」（1915年）博文館
- 「最近果樹栽培講義. 下巻」（1917年）博文館
- 「蔬菜花卉果樹栽培便覧」（1917年）北海道園芸会
- 「荘内寮と星野」（1969年）札幌荘内寮

## 参考資料
- 『広報つるおか』 2006年1月15日号